# Gouania conzattii
Gouania conzattii là một loài thực vật có hoa trong họ Táo. Loài này được Greenm. mô tả khoa học đầu tiên năm 1907.